# 狼女の香り
狼女の香り（She-Wolf of London）は、1990年10月から1991年4月にかけてアメリカ合衆国でNBCを中心にシンジゲート放送されたテレビドラマシリーズである。第1シーズン（全14話）はロンドンで撮影され、"She-Wolf of London"のタイトルで放送された。第2シーズン（全6話）はキャストを大幅に減らした上でロサンゼルスで撮影が行われ、"Love & Curses"のタイトルで放送された。
日本では1993年4月8日から9月2日まで水曜日25:10より日本テレビで放送された。

## あらすじ
アメリカの女子大生ランディ・ウォレスは、神秘学の権威であるイアン・マシスン教授に師事するため、ロンドンの大学に留学してくる。両親、おば、甥と暮らすイアンの自宅を間借りすることになったランディは、ある夜、フィールドワークのために荒れ野でキャンプを張るが、そこで謎の狼男に襲われてしまう。
狼男に傷を負わされたことにより、“人狼の呪い”をうけてしまったランディ。彼女は満月の夜になると自我を失い、狂暴に暴れ回る狼女に変身する運命を背負ってしまう。イアンはランディが呪われたことを知り、呪いを解く方法を探すため、彼女とともにゾンビや吸血鬼、サキュバス、トロルなどモンスターが関連した数々の怪事件、異常現象に対峙していくことになる。
好奇心旺盛で奔放なランディと、誠実ながらもどこかドジで堅物なイアン。多くの危機と苦悩を乗り越える中で、ふたりは徐々に惹かれ合っていくが、ランディは大学時代の親友からSOSの電話を受け取ったことにより、アメリカ・ロサンゼルスへの帰国を決意する。イアンも教授の職を捨てて彼女に同行、現地のTV局のプロデューサー、スキップに気に入られたことから、神秘学をテーマにしたトーク・ショーの司会の座を得る。
新たに居を構えたロサンゼルスにて、ふたりはまたもや怪事件に相対することになるが……果たして、ランディの呪いが解ける日は来るのか!?

## 登場人物
ランディ・ウォレス(Randi Wallace)
ケイト・ホッジ（声：水谷優子）
イアン・マシスンの助手である女子大生。ロサンゼルス出身。
イアン・マシスン教授(Prof. Ian Matheson)
ニール・ディクソン（声：神谷和夫）
オカルト研究の権威である大学教授。
イアンの父(Dad Matheson)
アーサー・コックス（声：石森達幸）
イアンの母(Mum Matheson)
ジーン・チャリス　（声：島美弥子）
エルサ(Aunt Elsa)
ドロシー・フィリップス（声：秋元千賀子）
イアンの叔母。
ジュリアン・マシスン(Julian Matheson)
スコット・ファルツ（声：成田剣）
イアンの兄の息子。ボルチモア出身。
チャーリー(Charlie Bodine)
ロルフ・サクソン（声：江原正士）
ランディの元恋人で、ハリウッドの映画プロデューサー。
スキップ(Skip Seville)
ダン・ギルヴェザン（声：坂口哲夫）
ロサンゼルスのTVプロデューサー。イアンを番組のホストに起用する。

## 備考
特殊メイクを担当したのは『エレファント・マン』や『狼の血族』も担当したクリストファー・タッカー。変身シーンは変身直前の苦悶するランディ、狼女の黄色い目や牙などを装着した変身途中の姿のランディ、そして人狼マスクを被って上半身は毛皮を装着して下半身も茶色くした変身後のランディの3段階に分かれる。変身途中の姿まではランディ役のケイト・ホッジが特殊メイクをして演じているが、変身後の姿である狼女の特殊メイクをして演じたのは代役のダイアン・ユーデルである。

## エピソード

### 第1シーズン("She-Wolf of London")
| 各話   | 米国放送日 日本放送日        | タイトル               | 原題                                | 監督                   | 脚本                                                           | 備考                                               |
| ------ | ---------------------------- | ---------------------- | ----------------------------------- | ---------------------- | -------------------------------------------------------------- | -------------------------------------------------- |
| 第1話  | 1990年10月9日 1993年4月8日   | 白い牙の呪い           | She-Wolf of London.                 | デニス・アビイ         | ミック・ギャリス、トム・マクローリン                           | 《ゲスト声優》京田尚子、中田和宏、子安武人ほか     |
| 第2話  | 1990年10月30日 1993年4月15日 | 悪魔の道化師           | The Juggler                         | ジェリー・ミル         | ジム・ヘンショウ                                               | 《ゲスト声優》引田有美、阪脩、石田彰ほか           |
| 第3話  | 1990年10月16日 1993年4月22日 | 蘇える殺人鬼           | The Bog Man of Letchmoor Heath      | ロジャー・チェヴァリー | アンソニー・アダムス                                           | 《ゲスト声優》緒方賢一、石塚運昇、横尾まりほか     |
| 第4話  | 1990年12月4日 1993年4月29日  | 生け贄の町             | The Wild Hunt                       | ブライアン・グラント   | ダイアナ・エアーズ、スーザン・セバスチャン                     | 《ゲスト声優》吉田理保子、小島敏彦、辻親八ほか     |
| 第5話  | 1990年11月13日 1993年5月20日 | 死を呼ぶ古書           | Little Bookshop of Horrors          | ジェリー・ビル         | リー・ゴールドバーグ、ウィリアム・ラブキン                     | 《ゲスト声優》柴田秀勝、塩田朋子、湯屋敦子ほか     |
| 第6話  | 1990年11月6日 1993年5月27日  | 精霊の餌食             | Nice Girls Don't                    | ロジャー・チェヴァリー | リー・ゴールドバーグ、ウィリアム・ラブキン                     | 《ゲスト声優》さとうあい、谷育子、小杉十郎太ほか   |
| 第7話  | 1990年11月20日 1993年6月3日  | 愛のゾンビ伝説（前編） | Can't Keep a Dead Man Down - Part 1 | ロジャー・チェヴァリー | リー・ゴールドバーグ、ウィリアム・ラブキン                     | 《ゲスト声優》江原正士、弥永和子、宮本充ほか       |
| 第8話  | 1990年11月27日 1993年6月10日 | 愛のゾンビ伝説（後編） | Can't Keep a Dead Man Down - Part 2 | ロジャー・チェヴァリー | リー・ゴールドバーグ、ウィリアム・ラブキン                     | 《ゲスト声優》江原正士、弥永和子、有本欽隆ほか     |
| 第9話  | 1991年1月12日 1993年6月17日  | さまよえる霊魂         | What's Got Into Them?               | デニス・アビイ         | リー・ゴールドバーグ、ウィリアム・ラブキン、ゲイブ・トーレス   | 《ゲスト声優》川久保潔、有馬瑞香、塚田正昭ほか     |
| 第10話 | 1990年10月23日 1993年6月24日 | 恐怖の実験室           | Moonlight Becomes You.              | ブライアン・グラント   | ヴァレリー・ウェスト                                           | 《ゲスト声優》曽我部和恭、一柳みる、田中敦子ほか   |
| 第11話 | 1991年1月19日 1993年7月1日   | サーカスの悪夢         | Big Top She-Wolf                    | ブライアン・グラント   | ケイト・ブティリエ                                             | 《ゲスト声優》石塚運昇、中博史、好村俊子ほか       |
| 第12話 | 1991年1月26日 1993年7月8日   | 禁断の媚薬             | She-Devil                           | デニス・アビイ         | リー・ゴールドバーグ、ウィリアム・ラブキン                     | 《ゲスト声優》弘中くみ子、藤城裕士、小杉十郎太ほか |
| 第13話 | 1991年2月2日 1993年7月15日   | ブードゥー奇談         | Voodoo Child                        | ロジャー・チェヴァリー | テリー・アーウィン                                             | 《ゲスト声優》津田英三、伊井篤史、松本保典ほか     |
| 第14話 | 1991年2月9日 1993年7月22日   | SFショーの怪           | Beyond the Beyond                   | ブライアン・グラント   | リー・ゴールドバーグ、ウィリアム・ラブキン、アーサー・セラーズ | 《ゲスト声優》藤木聖子、田中正彦、速水奨ほか       |

### 第2シーズン("Love & Curses")
| 各話   | 米国放送日 日本放送日       | タイトル       | 原題                         | 監督                     | 脚本                                       | 備考                                               |
| ------ | --------------------------- | -------------- | ---------------------------- | ------------------------ | ------------------------------------------ | -------------------------------------------------- |
| 第15話 | 1991年3月6日 1993年7月29日  | トロルの悪戯   | Curiosity Killed the Kravitz | ブライアン・グラント     | リー・ゴールドバーグ、ウィリアム・ラブキン | 《ゲスト声優》辻村真人、北村弘一、荒川太郎ほか     |
| 第16話 | 1991年3月13日 1993年8月5日  | 現代吸血鬼事情 | Habeas Corpses               | チャック・ボウマン       | リー・ゴールドバーグ、ウィリアム・ラブキン | 《ゲスト声優》佐古雅誉、磯辺万沙子、寺内よりえほか |
| 第17話 | 1991年3月20日 1993年8月12日 | 古典ホラーの罠 | Bride of the Wolfman         | ブルース・セス・グリーン | ケイト・ブティリエ                         | 《ゲスト声優》大木民夫、朝倉佐和、平田広明ほか     |
| 第18話 | 1991年4月10日 1993年8月19日 | 霊能者の憂鬱   | Eclipse                      | ゲイリー・ウォルコウ     | リチャード・マニング、ハンス・バイムラー   | 《ゲスト声優》竹口安芸子、堀内賢雄、田中敦子ほか   |
| 第19話 | 1991年3月27日 1993年8月26日 | 歪んだ恋の天使 | Heart Attack                 | チャック・ボウマン       | リー・ゴールドバーグ、ウィリアム・ラブキン | 《ゲスト声優》土井美加、小島敏彦、藤原啓治ほか     |
| 第20話 | 1991年4月3日 1993年9月2日   | 呪いが消える日 | Mystical Pizza               | ブルース・セス・グリーン | リー・ゴールドバーグ、ウィリアム・ラブキン | 《ゲスト声優》要田禎子、佐々木るん、かないみかほか |

## スタッフ
- 製作： デヴィッド・ローセル、チャック・マーレイ
- 製作総指揮： ビルフ・フィネガン、パトリシア・フィネガン、シェルドン・ピンチャック、パトリック・ドロムグール、ポール・サロニー
- 監督： デニス・アビイ、ジェリー・ミル、ロジャー・チェヴァリー、ブライアン・グラント、チャック・ボウマン、ブルース・セス・グリーン、ゲイリー・ウォルコウ
- 原案： ミック・ギャリス、トム・マクローリン
- 脚本： リー・ゴールドバーグ、ウィリアム・ラブキン、ジム・ヘンショウ、アンソニー・アダムス、ダイアナ・エアーズ、スーザン・セバスチャン、ゲイブ・トーレス、ヴァレリー・ウェスト、ケイト・ブティリエ、テリー・アーウィン、アーサー・セラーズ、リチャード・マニング、ハンス・バイムラー
- 撮影： マイク・トムソン、ハワード・ブロック、ブライアン・モーガン
- 編集： リンドン・マシューズ、ポール・アヴィレス、マイケル・ルービン、スザンヌ・スターンライト
- 特殊メイクアップ： クリストファー・タッカー、ジェフリー・S・ファーリー
- 特殊効果： デヴィッド・ハリス、リチャード・リーヴス、アンドレ・エリンソン
- 音楽： スティーヴ・レヴィン

### 日本語版制作スタッフ
- 演出：福永莞爾
- 翻訳：上妻冬子
- 調整：栗林秀年
- 効果：関根正治
- 担当：小川眞紀子
- プロデューサー：門屋大輔
- 配給：日本MCA
- 制作：ムービーテレビジョン

## 日本語版DVDリリース
発売元はメディアネットピクチャーズ、販売元はハピネット・メディアマーケティング（ハピネットの子会社）。フィールドワークスが企画協力。
- 「狼女の香り-日本語吹替版コレクターズBOX-Vol.1」 2021年4月28日発売（第1話～第10話収録）
- 「狼女の香り-日本語吹替版コレクターズBOX-Vol.2」 2021年5月26日発売（第11話～第20話収録）